# Plaça Nova (Sant Sadurní d'Anoia)
La Plaça Nova (actualment del Primer Homenatge a la Vellesa) és un conjunt urbà de Sant Sadurní d'Anoia (Alt Penedès) inclòs a l'Inventari del Patrimoni Arquitectònic de Catalunya.

## Història i descripció
Ca desenvolupar-se dins de l'eixample vuitcentista que té com a eix el carrer de Montserrat. És de planta rectangular, amb arbres al voltant i construccions de tipologia uniforme, amb voluntat de conformar l'espai públic, com queda reflectit en la disposició de les quatre cases que fan cantonada, contigües al carrer de Montserrat (cases Carbó, Tubella, Joan de l'Aigua i Milà), amb balconada, en angle, oberta a la plaça. La resta d'edificis guarden proporció entre l'altura i l'espai obert, i l'equilibri de la plaça es completa amb la situació d'un edifici d'interès general, les Escoles Públiques.
Als edificis apareixen dates dels anys 1859, 1862, 1885 i 1907.